# Big Salmon River (New Brunswick)
Der Big Salmon River (engl. für „großer Lachsfluss“) ist ein 28 km langer Fluss im Südosten der kanadischen Provinz New Brunswick.

## Flusslauf
Der Big Salmon River entwässert den 220 m hoch gelegenen See Walton Lake, südwestlich von Sussex. Er fließt in überwiegend südsüdwestlicher Richtung. 5 km oberhalb der Mündung trifft der Northwest Branch Big Salmon River von rechts kommend auf den Big Salmon River. Dieser mündet schließlich in der Nähe von St. Martins in die Bay of Fundy. Der Fluss durchfließt die Countys Kings County und Saint John County, sowie das Biosphärenreservat Fundy. Am Fluss befindet sich der Endpunkt des Fundy Trails.

## Hydrologie
Der Big Salmon River hat ein Einzugsgebiet von 287 km². Der mittlere Abfluss beträgt 11,8 m³/s. Im April und Mai führt der Fluss die größte Wassermenge mit im Mittel 20,4 bzw. 26,6 m³/s.